# C. V. Vishveshwara
C. V. Vishveshwara (n. 6 martie 1938, Bangalore, India – d. 16 ianuarie, 2017, Bengaluru, India) a fost un fizician relativist indian, supranumit „omul gaură neagră din India”.

## Biografie
C.V. Vishveshwara a obținut bacalaureatul în anul 1958 și masteratul în anul 1959, ambele la Universitatea din Mysore, India. După obținerea celui de al doilea masterat la Universitatea Columbia din SUA, sub Robert Fuller, s-a îndreptat la Maryland, pentru a-și lua doctoratul sub îndrumarea profesorului Charles Misner. Disertația se intitula "Stabilitatea metricii Schwarzschild". După obținerea doctoratului a funcționat ca bursier și cercetător vizitator la Goddard Space Institute, care aparține NASA, Universitatea din New York, Universitatea din Boston și Universitatea din Pittsburgh, înainte de a reveni acasă în Bangalor unde s-a angajat la Institutul de cercetare Raman, una dintre cele mai cunoscute instituții de cercetare din India. În anul 1992 a trrecut la Institutul Indian de Astrofizică, relativ recent înființat, unde sța și pensionat în anul 2005.

## Creația științifică
C.V. Vishveshwara are o serie de lucrări devenite clasice în domeniile fizicii găurilor negre și gravitației. Astfel, în anul 1968 a stabilit cu ajutorul vectorilor Killing diferența dintre o metrică Kerr staționară de rotație și metrica Schwarzschild statică, indpendentă de coordonate. Lucrarea principală din cadrul tezei de doctorat este de asemenea larg cunoscută și apreciată de cei mai mulți specialiști din domeniu, "arătând, că metrica Schwarzshild în stare de echilibru este stabilă".
A folosit calculatorul pentru a cerceta numeric cum gaura neagră răspunde unor perturbații externe, arătând , că orice perturbație externă releaxează în timp prin emitere de unde gravitaționale iar frecvența acestora și viteza de stingere depinde doar de masa găurii negre. Studiind aceste perturbații a arătat, că gaura neagră posedă anumite frecvențe proprii, care sunt aidoma frecvențelor proprii ale clopotului, care ulterior au fost numite frecvențe quasinormale. Întrucît fenomenele în care participă găurile negre depind în mod drastic de condițiile de frontieră la orizontul de evenimente, aceste frecvențe quasinormale sunt niște caracteristici intrinseci ale găurii negre. 
În momentul în care Vishveshwara finisa această lucrare importantă, NASA a hotărât să reducă finanțarea proiectelor în care era încadrată și această problemă, considerând-o de importanță secundară, astfel, că Vishveshwara a fost nevoit să-și caute susținere la Engelbert Schücking, care i-a oferit o poziție la  Universitatea din New York.
Lucrarea ce vizează frecvențele quasinormale ale găurilor negre a fost citată de autorii LIGO (Laser Interferometer Gravitational-Wave Observatory) și a proiectului Virgo, care în anul 2016 au stabilit existența undelor gravitaționale provenite din coalescența a două găuri negre de mase stelare. Visheveshwara și-a exprimat speranța , că în curînd și alte cercetări, vizănd frecvențele  quasinormale ale găurilor negre își vor găsi confirmare experimentală.
În anii de activitate la Institutul Raman și la Institutul Indian de astrofizică, s-a preocupat și de alte probleme de gravitație, care ar putea avea implicații în  astrofizică. Este autorul unei cărți foarte solicitate de studenții săi, pe care a scris-o cu umor și chiar cu desene animate.

## Alte preocupări
Vishveswara (Vishu) a întemeiat ca director Planetariul Javaharlal Neru de la Bangalor, atrăgând în această instituție o seamă de cercetători și oameni de șltiință de vază, pentru a populariza și propaga cunoștințele despre cer și Univers. A întemeiat de asemenea Asociația din Bangalor pentru educație științifică, care are menirea să atragă elevii din școli, colegii și universități pentru cercetare științifică. 
În anii de doctorat de la Maryland Vishu a avut preocupări ca hobby de literatură și judo. Unul dintre autorii preferați ai lui Vishu a fost Hermann Hesse.

## Cărți publicate
- Einstein’s Enigma, or, Black Holes in My Bubble Bath, (Springer, 2006)